# 十八か条の条約
十八か条の条約（じゅうはっかじょうのじょうやく、英語: Treaty of the Eighteen Articles）は、ベルギー王国とオランダ王国の国境を確定する試みとして提案された条約。1831年6月26日にロンドンで完成、ベルギーが条約を受け入れたが、オランダ王ウィレム1世の抵抗により成立しなかった。その後、1839年に「二十四か条の条約」と呼ばれるロンドン条約が締結された。